# Песерань
Песерань, Песерані (рум. Păsărani) — село у повіті Мехедінць в Румунії. Входить до складу комуни Грозешть.
Село розташоване на відстані 214 км на захід від Бухареста, 58 км на схід від Дробета-Турну-Северина, 45 км на північний захід від Крайови.

## Населення
За даними перепису населення 2002 року у селі проживали 349 осіб, усі — румуни. Усі жителі села рідною мовою назвали румунську.